# Helius (Prohelius) edwardsianus
Helius (Prohelius) edwardsianus is een tweevleugelige uit de familie steltmuggen (Limoniidae). De soort komt voor in het Afrotropisch gebied.